# Николово (Хасковська область)
Нико́лово (болг. Николово) — село в Хасковській області Болгарії. Входить до складу общини Хасково.

## Населення
За даними перепису населення 2011 року у селі проживали 249 осіб.
Національний склад населення села:
| Національність   | Кількість осіб | Відсоток |
| ---------------- | -------------- | -------- |
| болгари          | 231            | 92,8%    |
| цигани           | 8              | 3,2%     |
| турки            | 5              | 2,0%     |
| інша             | 5              | 2,0%     |
| не визначились   | 0              | 0%       |
| Всього відповіли | 249            |          |

Розподіл населення за віком у 2011 році:
Динаміка населення: